# Große Diesdorfer Straße 91

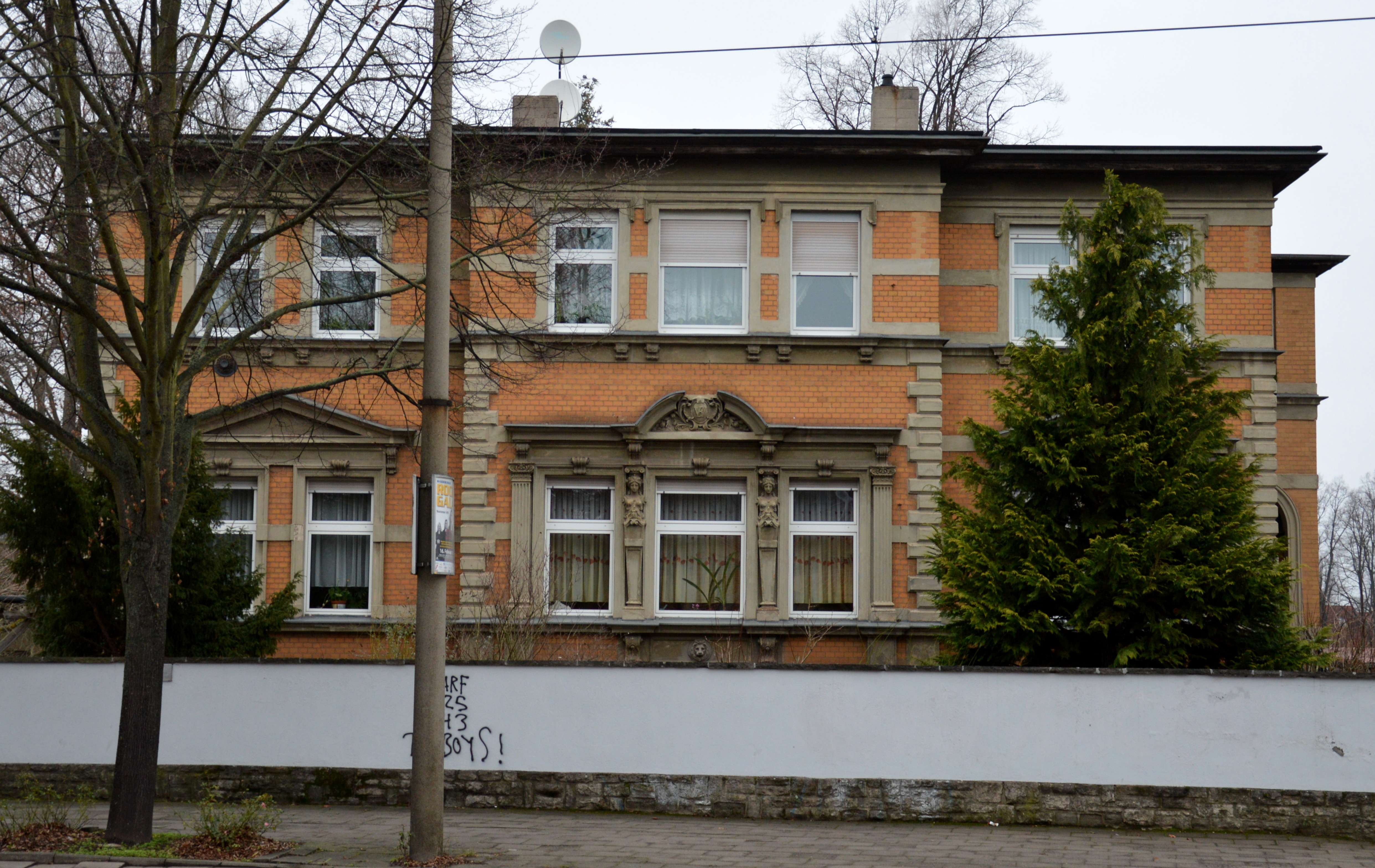
Große Diesdorfer Straße 91

Das Haus Große Diesdorfer Straße 91 ist eine denkmalgeschützte Villa in Magdeburg in Sachsen-Anhalt.

## Lage
Die Villa steht auf der Nordseite der Großen Diesdorfer Straße im Stadtteil Stadtfeld West, gegenüber dem Haupteingang des Westfriedhofs.

## Architektur und Geschichte

Vogelschau-Grafik des Werks Magdeburg der Lackfabriken Thurm & Beschke, rechts die Villa Beschke

Das Haus wurde 1889 durch den Maurermeister Carl Fröhlich für Wilhelm Beschke errichtet, den Mitinhaber der 1873 gegründeten bedeutenden Lackfabriken Thurm & Beschke. Es entstand als Fabrikantenvilla im vorderen Bereich des Fabrikgrundstücks des Werks Magdeburg. Das zweieinhalbgeschossige Gebäude wurde im Stil der Neorenaissance gestaltet und erhebt sich über einem hohen Sockelgeschoss. Für die Fassaden wurden gelbe Verblendziegel eingesetzt, die Gliederung erfolgt über horizontale Putzbänder. Ein schmales Gesims verläuft auf der Höhe der Sohlbänke des Obergeschosses. Nach Süden zur Straße hin ist die symmetrische Fassade siebenachsig, die drei mittleren Achsen treten als Mittelrisalit hervor. Das Erdgeschoss ist in besonderem Maß geschmückt und so als piano nobile ausgewiesen. Die Fenster sind hier zu Zweier- bzw. Dreiergruppen zusammengefasst, die Kanten des Gebäudes rustiziert.
An der östlichen Fassade des Gebäudes ist ein Eingangsrisalit vorgebaut. Den parkartigen Garten zierten ursprünglich eine Fontäne sowie seltene Pflanzen und Vögel.
In der Liste der Kulturdenkmale in Stadtfeld West ist die Villa mit der Erfassungsnummer 094 82557 als Baudenkmal verzeichnet.
Die Villa gilt als bedeutendes kultur- und sozialgeschichtliches Dokument für großbürgerliche Wohnverhältnisse zum Ende des 19. Jahrhunderts.